# Olivsiska
Olivsiska (Spinus olivaceus) är en fågel i familjen finkar inom ordningen tättingar.

## Utseende
Olivsiskan är en liten gul fink med gula fläckar i vingarna och stjärten. Hanen har en svart huva. Den är svår att skilja från kapuschongsiskan, men olivsiskan hittas vanligen på lägre höjder och i mer högvuxen skog. Hane olivsiska ger också ett mer gyllene intryck. Honan är alltid gul under, till skillnad från de flesta honor kapuschongsiska i området där båda arter förekommer som är gråaktiga.

## Utbredning och systematik
Fågeln förekommer i Andernas östra sluttningar från sydöstra Ecuador till Peru och västra Bolivia. Den behandlas som monotypisk, det vill säga att den inte delas in i några underarter.

### Släktestillhörighet
Tidigare placerades den i Carduelis, men förs numera till Spinus efter genetiska studier, tillsammans med övriga amerikanska siskor samt grönsiska och himalayasiska.

## Levnadssätt
Olivsiskan hittas i molnskog, i fuktigare och mer högväxt skog än liknande kapuschongsiskan.

## Status och hot
Arten har ett stort utbredningsområde, men tros minska i antal, dock inte tillräckligt kraftigt för att den ska betraktas som hotad. Internationella naturvårdsunionen IUCN listar arten som livskraftig (LC).